# Erika Medveczky
Erika Medveczky (Budapest, 19 de junio de 1988) es una deportista húngara que compite en piragüismo en la modalidad de aguas tranquilas.
Ganó once medallas en el Campeonato Mundial de Piragüismo entre los años 2009 y 2019, y diez medallas en el Campeonato Europeo de Piragüismo entre los años 2008 y 2021. En los Juegos Europeos de Minsk 2019 obtuvo una medalla de oro en la prueba de K4 500 m.

## Palmarés internacional
| Campeonato Mundial | Campeonato Mundial          | Campeonato Mundial | Campeonato Mundial |
| Año                | Lugar                       | Medalla            | Competición        |
| ------------------ | --------------------------- | ------------------ | ------------------ |
| 2009               | Dartmouth (Canadá)          | Medalla de bronce  | K2 1000 m          |
| 2011               | Szeged (Hungría)            | Medalla de bronce  | K2 1000 m          |
| 2013               | Duisburgo (Alemania)        | Medalla de oro     | K1 1000 m          |
| 2014               | Moscú (Rusia)               | Medalla de bronce  | K2 1000 m          |
| 2015               | Milán (Italia)              | Medalla de oro     | K1 1000 m          |
| 2017               | Račice (República Checa)    | Medalla de oro     | K2 1000 m          |
| 2017               | Račice (República Checa)    | Medalla de oro     | K4 500 m           |
| 2018               | Montemor-o-Velho (Portugal) | Medalla de oro     | K2 1000 m          |
| 2018               | Montemor-o-Velho (Portugal) | Medalla de oro     | K4 500 m           |
| 2019               | Szeged (Hungría)            | Medalla de oro     | K2 1000 m          |
| 2019               | Szeged (Hungría)            | Medalla de oro     | K4 500 m           |
| Juegos Europeos    |                             |                    |                    |
| Año                | Lugar                       | Medalla            | Competición        |
| 2019               | Minsk (Bielorrusia)         | Medalla de oro     | K4 500 m           |
| Campeonato Europeo |                             |                    |                    |
| Año                | Lugar                       | Medalla            | Competición        |
| 2008               | Milán (Italia)              | Medalla de oro     | K2 1000 m          |
| 2009               | Brandeburgo (Alemania)      | Medalla de plata   | K4 500 m           |
| 2013               | Montemor-o-Velho (Portugal) | Medalla de bronce  | K1 1000 m          |
| 2014               | Brandeburgo (Alemania)      | Medalla de oro     | K1 5000 m          |
| 2014               | Brandeburgo (Alemania)      | Medalla de plata   | K2 1000 m          |
| 2016               | Moscú (Rusia)               | Medalla de plata   | K2 1000 m          |
| 2017               | Plovdiv (Bulgaria)          | Medalla de oro     | K4 500 m           |
| 2018               | Belgrado (Serbia)           | Medalla de oro     | K4 500 m           |
| 2018               | Belgrado (Serbia)           | Medalla de plata   | K2 500 m           |
| 2021               | Poznań (Polonia)            | Medalla de oro     | K2 500 m           |